# Malthinus mimosinensis
Malthinus mimosinensis es una especie de coleóptero de la familia Cantharidae.

## Distribución geográfica
Habita en China.